# 哈里·安德松
哈里·安德松（瑞典語：Harry Andersson，1913年3月7日—1996年6月6日），生于北雪平，瑞典男子足球运动员，司职前锋。他曾代表瑞典国家队参加1938年国际足联世界杯，结果队伍获得第四名。